# Nil Biały (prowincja)
Nil Biały (arab. النيل الأبيض, An-Nil al-Abjad) – prowincja w środkowym Sudanie.
W jej skład wchodzą 4 dystrykty:
1. Ad-Duwajm
2. Al-Kutajna
3. Kusti
4. Al-Dżabalian